# Honda Inspire
Inspire (Инспайр) — переднеприводной автомобиль, имеющий 4-дверный кузов типа седан, созданный компанией Honda на основе модели Honda Accord в 1989 году. Первоначальное название автомобиля Honda Accord Inspire, но начиная с 1993 года оно звучит как Honda Inspire.
Существует 5 поколений Honda Inspire:

## Первое поколение
Inspire — это 4-дверный седан Hard Top, относящийся к бизнес-классу. В иерархии модельного ряда Honda этот автомобиль стоит чуть выше Accord. Первоначально Inspire, созданный на основе Accord путём увеличения колёсной базы и использования нового 5-цилиндрового двигателя, носил название Accord Inspire. Позже, когда габариты его широкого кузова «доросли» до 3-го размера (двери и крылья стали толще - ширина машины увеличилась на 8 сантиметров, бампера и капот длиннее - длина машины увеличилась на 14 сантиметров), а в гамме двигателей появился новый 2,5-литровый 5-цилиндровый мотор, в названии автомобиля осталось только слово Inspire. В оформлении передней части кузова выделяются узкие фары.
Выпускалось с 1989 по 1992 год, в кузове CB5, и с 1992 по 1995 год в кузовах CC2 (2,5 литра) и СС3 (2 литра). Оснащалось двигателями G20A, G25A. Все автомобили имели привод на передние колёса, и оснащались автоматической коробкой переключением передач либо 5-ступенчатой механикой. Имеет «двойника» под названием Honda Vigor (отличается формой бамперов, фар, решётки радиатора, и стоп-сигналов).

## Второе поколение
Выпускалось с 1995 по 1998 год. Оснащалось двигателями G20A, G25A, C32A, расположенными продольно. Все автомобили оснащались автоматической коробкой передач и имели привод на передние колёса. Двигатель G25A на данном поколении устанавливался в двух различных вариантах. В комплектации «S» — 190 лошадиных сил, а в остальных комплектациях 180. Заметим так же, что на предыдущее поколение устанавливался только 190-сильный мотор. Так же в комплектации «S» помимо более мощного мотора устанавливались другие колёса с 5 шпильками размерностью 205/60R15 (с 1996 года), стабилизатор поперечной устойчивости сзади (также был на всех машинах предыдущего поколения) и изменённая конструкция глушителя. Более мощный мотор отличается от своего менее сильного собрата изменённой степенью сжатия, иной формой кулачков распределительного вала и формой поршней, а также «прошивкой». Соответственно этот мотор потребляет более качественное топливо. С окончанием выпуска этой модели канул в небытие и легендарный рядный пятицилиндровый двигатель, в разработке которого принимали участие инженеры, проектировавшие двигатели для F1 и этот мотор впитал в себя много новейших технологий.
Автомобили с двигателем C32A имели очень богатую комплектацию и были копией автомобиля Acura TL 3.2 выпускавшегося для американского рынка. Этот двигатель был разработан инженерами американского подразделения корпорации Honda и уже не имел фирменной хондовской черты (вращение коленчатого вала практически всех двигателей Honda происходит против часовой стрелки) — он крутится как все — по часовой стрелке.
Отличительной особенностью 1-го и 2-го поколения этого автомобиля является отсутствие рамок дверных стёкол (так называемый кузов типа hardtop). С выпуском последующих поколений эта черта так же исчезла. От 2- и 2,5-литровых версий модели версия с 3,2 литра отличалась иным передним бампером, и капотом, соединённым с решёткой радиатора в единое целое (на 2-, и 2,5-литровых моделях решётка радиатора выполнена отдельно, и при открытии капота остаётся на месте, между фар, а не поднимается как на 3,2-литровой версии.)

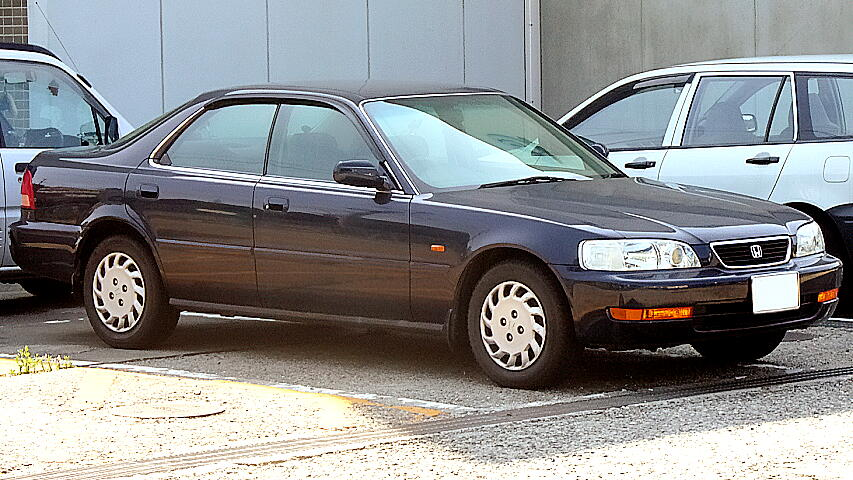
Honda Saber 1995 года

Распределение массы по осям составляет 60 % на переднюю и 40 % на заднюю, что обеспечивает отличную курсовую устойчивость и высокий комфорт. Двигатель расположен под наклоном в 35° для понижения центра тяжести. Коробка переключения передач оснащена системой Prosmatec Type II (PROgressive, Shift schedule MAnagement TEChnology), благодаря которой достигается более плавное движение по холмистой местности. Объём багажника составляет 437 л. Автомобиль также продавался под названием Honda Saber в дилерской сети Honda Verno и Primo (отличается решёткой радиатора, бампером, цветом сигналов поворота, доступными цветами кузова).

## Третье поколение
Выпускалось с 1998 по 2003 год. Разработка и производство модели перенесено в американское отделение Honda. Вместо рядных 5-цилиндровых двигателей, на автомобили стали устанавливать V-образные 6-цилиндровые двигатели J25A и J32A. Все автомобили оснащались 4-ступенчатой автоматической коробкой передач и имели привод на передние колёса.
По сравнению с предыдущими поколениями модели кузов этого Inspire имеет более вытянутый силуэт, что придаёт ему большую спортивность, характерную для всех представителей этой модели. Ходовые характеристики машины полностью отвечают её внешнему имиджу. Вместо традиционно используемого на этой модели 5-цилиндрового двигателя здесь стали устанавливать V-образные 6-цилиндровые двигатели SOHC. Главным среди них является двигатель объёмом 2,5 л, а для любителей быстрой езды Honda приготовила также и 3,2-литровый агрегат. Оснащается Inspire до 2001 года выпуска 4-ступенчатой трансмиссией, после 2001 года используется 5-ступенчатая.
Имеет «двойника» под названием Honda Saber и Acura TL.

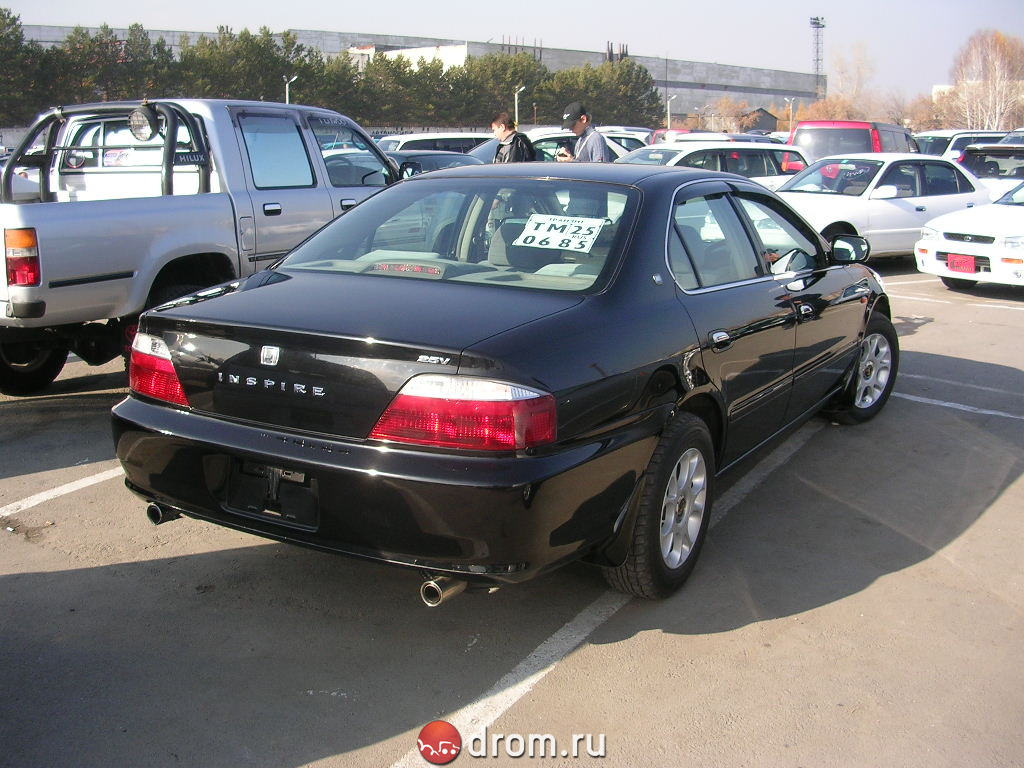
Honda Inspire 2000 г.

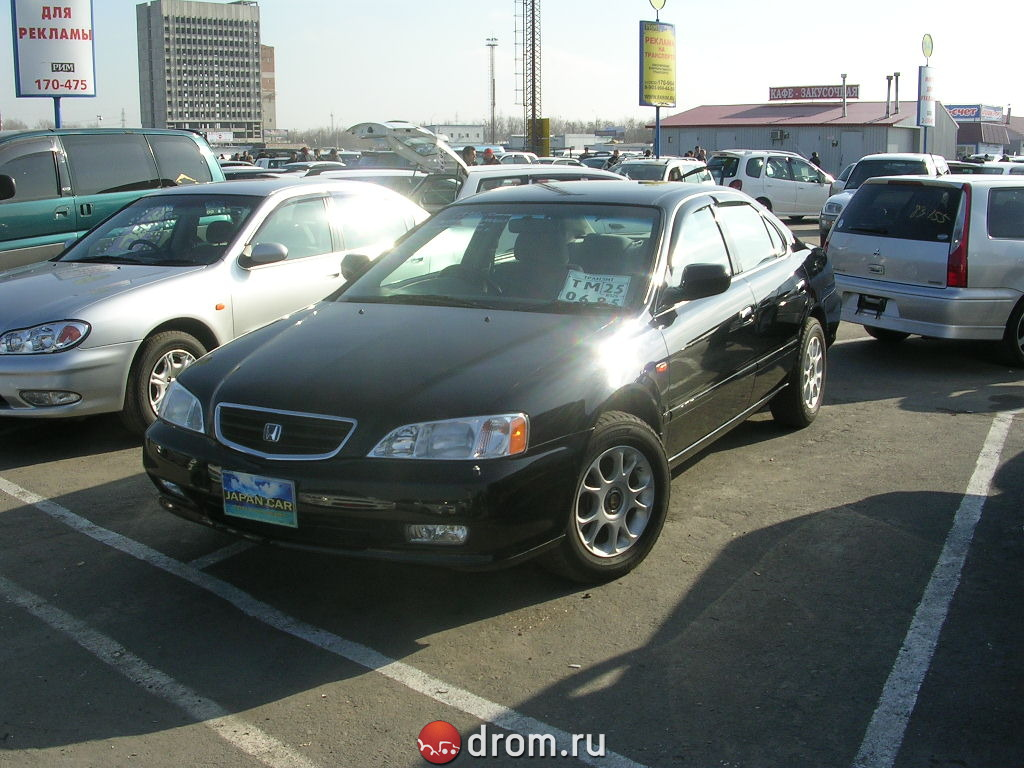
Honda Inspire 2000 г.

Размеры:
Длина: 4860 мм
Ширина: 1795 мм
Высота: 1420 мм
Колёсная база: 2745 мм
Масса: 1550 кг
Шаблон:UA-4

## Четвёртое поколение (UC-1)

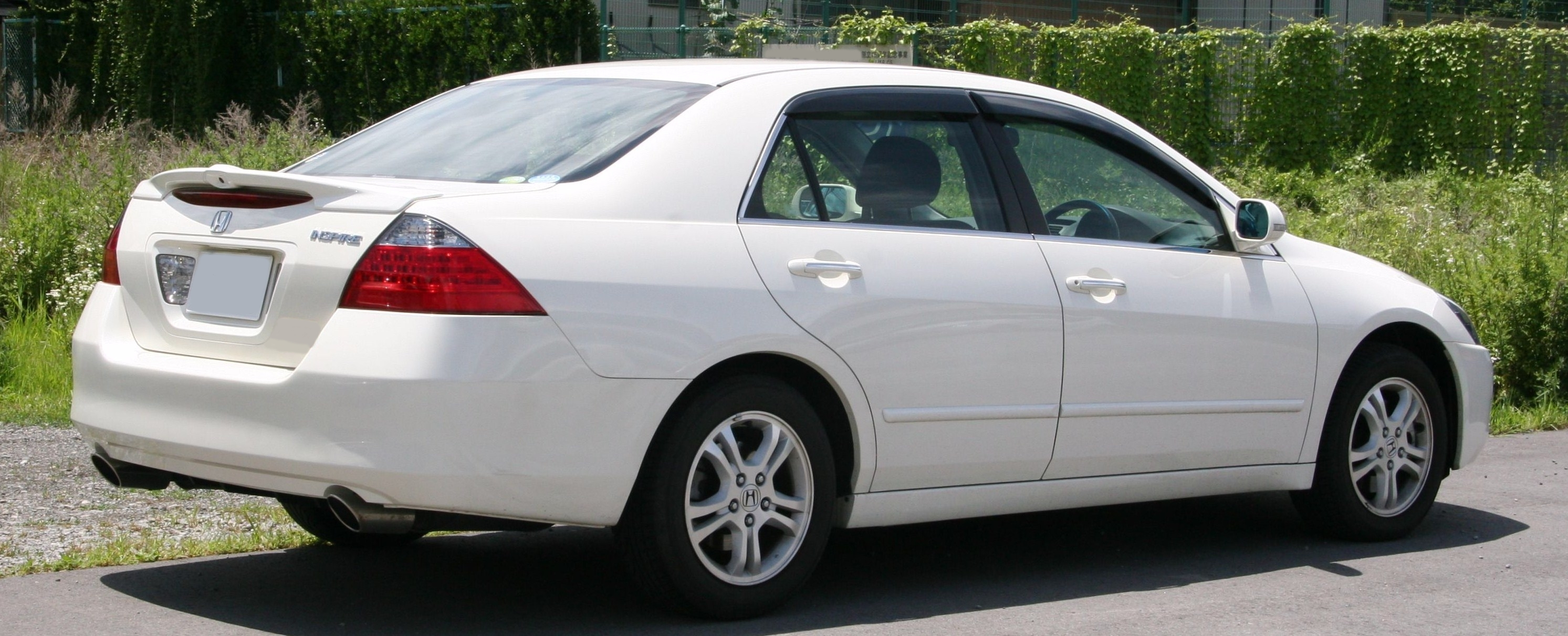
2005-2007 Honda Inspire

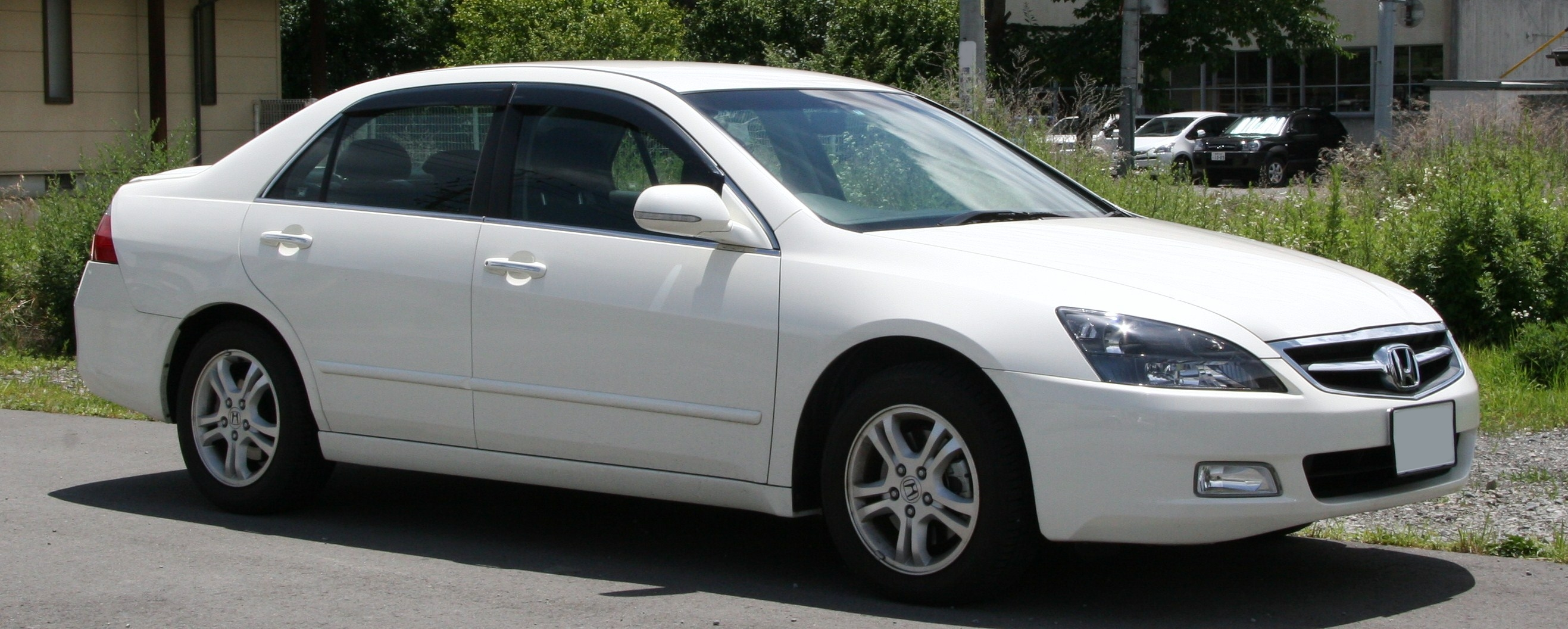
2005-2007 Honda Inspire

Выпускалось с 2003 по 2007 года. Оснащается V-образным 6-цилиндровым двигателем J30A объёмом 3 л (250 л. с.), оснащённым системой i-vtec и системой приостановки работы половины цилиндров VCM. Все автомобили оснащаются 5-ступенчатой автоматической коробкой передач и имеют привод на передние колёса.
Размеры:
Длина: 4805 мм
Ширина: 1820 мм
Высота: 1455 мм
Колёсная база: 2740 мм
Масса: 1560 кг

## Пятое поколение

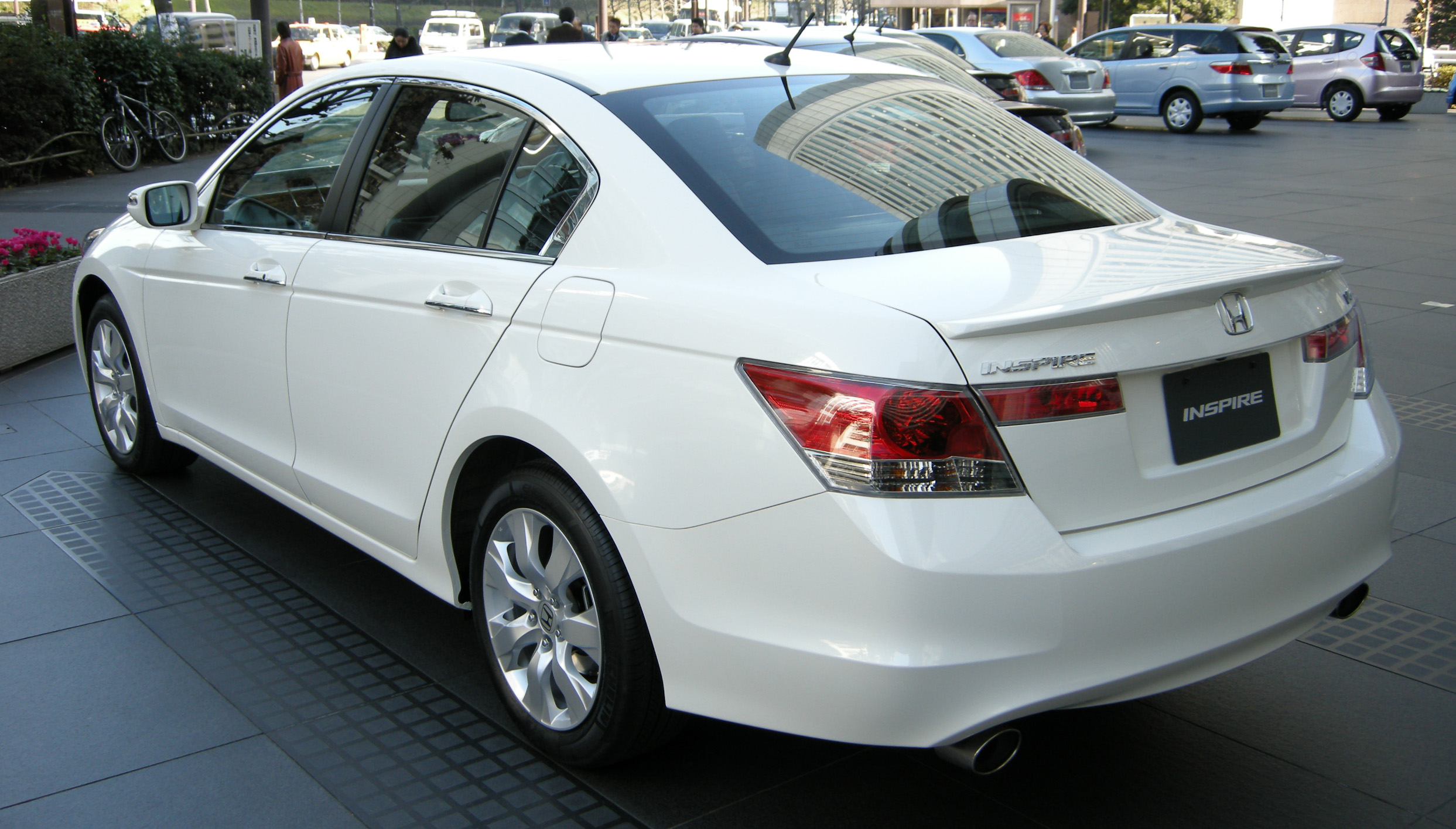
2008 Honda Inspire

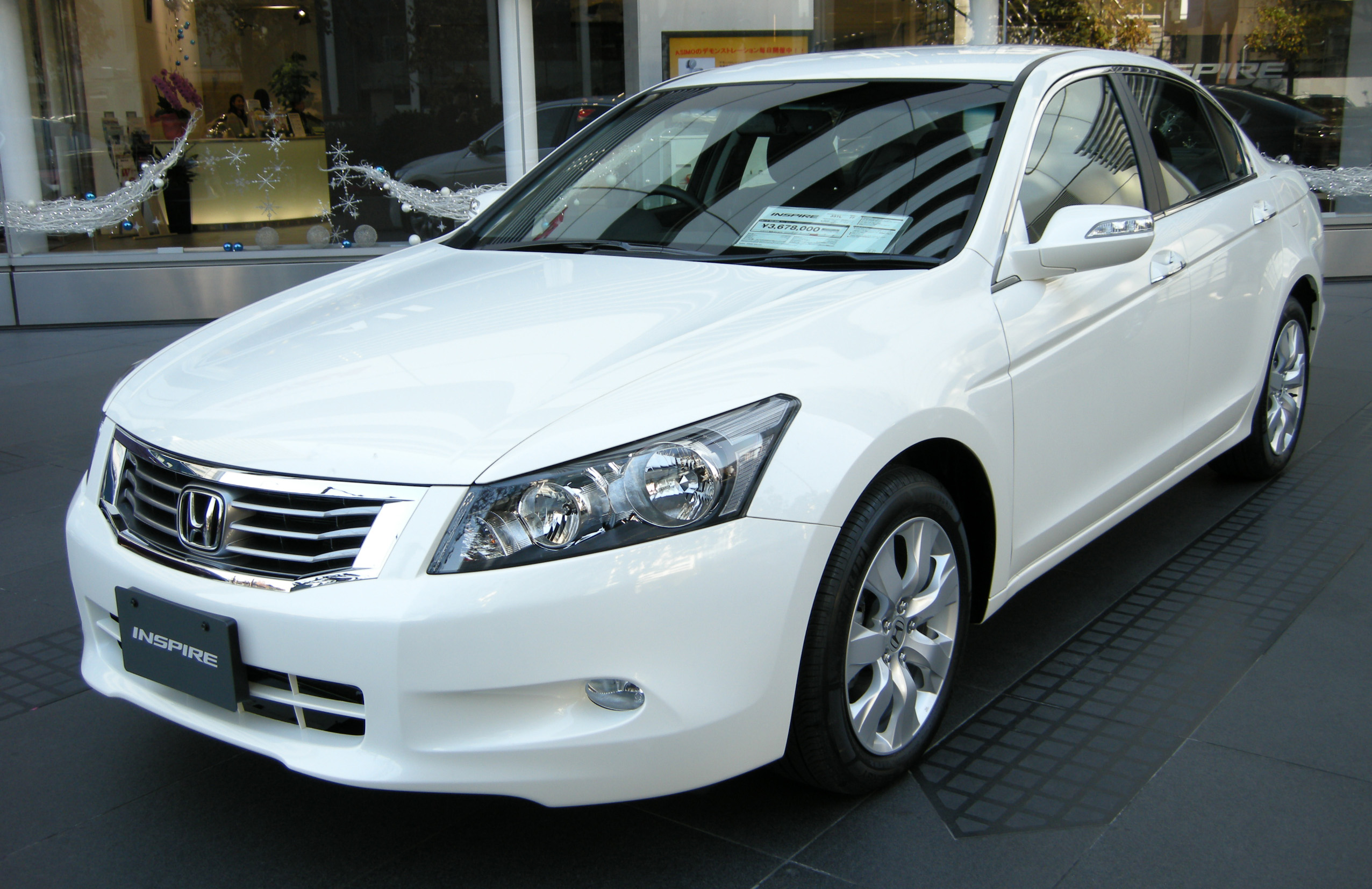
2008 Honda Inspire

Выпускается с 2007 года. Комплектуется V-образным 6-цилиндровым двигателем объёмом 3,5 л (280 л. с. при 6200 об/мин), оснащённым системой i-VTEC. Также двигатель оснащён системой управления работой цилиндров VCM (Variable Cylinder Management), которая работает в трёх режимах, помимо работы всех шести, могут работать только три (1,75 л рабочего объёма) или четыре (2,33 л) цилиндра. Все автомобили оснащаются 5-ступенчатой автоматической коробкой передач и имеют привод на передние колёса, так же на автомобиле пятого поколения устанавливают привод на все колеса.
Размеры:
Длина: 4940 мм
Ширина: 1845 мм
Высота: 1475 мм
Колёсная база: 2800 мм
Масса: 1900 кг